# Ramatlabama
Ramatlabama è un villaggio del Botswana situato nel distretto Meridionale, sottodistretto di Barolong. Il villaggio, secondo il censimento del 2011, conta 1.328 abitanti.

## Località
Nel territorio del villaggio sono presenti le seguenti 3 località:
- Ramatlabama Works Camp di 23 abitanti,
- Ramatlabana AI Camp di 74 abitanti,
- Roads Camp di 44 abitanti